# Svenska skolan i Nairobi
Svenska skolan i Nairobi, är en svensk utlandsskola i Nairobi i Kenya. Undervisning på svenska har funnits i Nairobi sedan 1968, men då endast som kompletterande undervisning i svenska språket för svenska barn som studerade vid andra skolor i staden. Från 1971 har låg- och mellanstadieskola funnits, från 1973 förskola och sedan 1977 även högstadium och gymnasium. Rektor för skolan är Rosie Lundgren.